# 東豎子

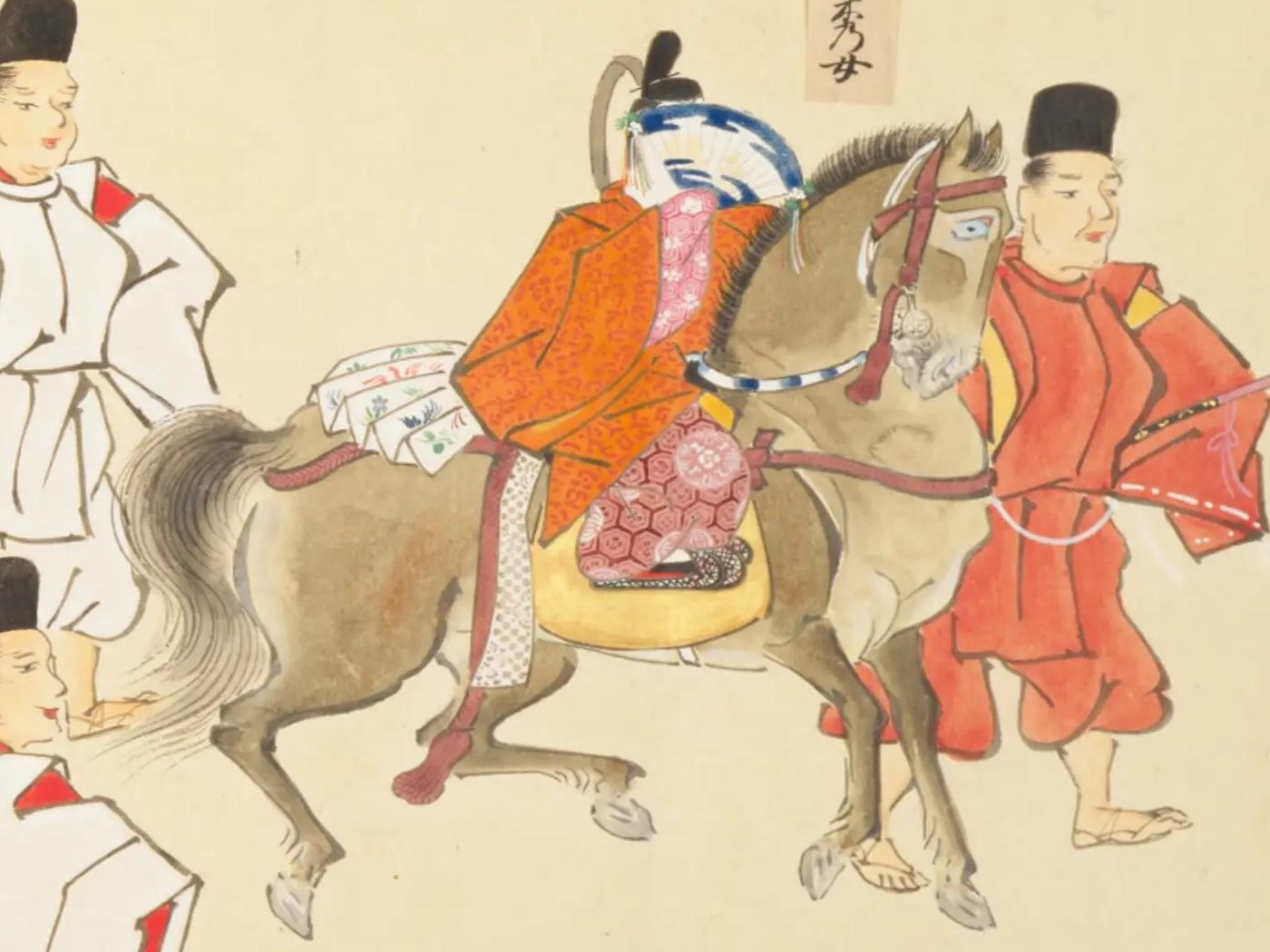
東豎子（虫鹿小槻為秀の娘、『禁裏遷幸御行列』）

東豎子（あずまわらわ・東孺）は、後宮・内侍司に所属していた下級女官の1つ。姫大夫（ひめもうちぎみ）とも称し、これが訛ったとされる姫松の呼称も用いられた。また、「男装の女官」としても知られている。

## 概要
三つ子の女子が天皇を守ると言う伝承から三つ子の少女が採用されたとされ、『年中行事歌合』や『江次第抄』、『官職要解』などに採用されているが、平安時代の史料において定員3人だったことを確認できる記事は存在せず、『延喜式』（中務省式）では定員4人となっている。また、後述のように労を重ねて女叙位を受けていることから、必ずしも少女ではなかった（ただし、東豎子に採用された時は少女であった者が年齢を重ねた結果とも考えられる）。本名ではなく、紀朝臣季明・河内宿禰友成などの特定の男性の名前が与えられ（時代を隔てて同姓同名の東豎子が史料に登場するのはこのため）、位階は正六位上が与えられて長年の功績による女叙位で従五位下に進むことになっていた（ただし、労50年分で女叙位を受けた例があり、その東豎子は60歳以上の高齢であったとみられる）。東豎子になる人材は母から娘への世襲などで確保されたとみられている。
行幸の際には馬に乗って供奉したが、その際には東豎子2名が男性官人の服装をして参列して天皇の挿鞋（履物）を運んだ。『枕草子』の「えせもののところ得る折」の1つとして「行幸のをりの姫大夫」が挙げられている。なお、後宮における通常の業務の際には女官の服装で職務を行っており、常に男装で職務に従事していた訳ではない。
12世紀前期には内侍所から独立した存在になったとみられ、久安元年（1150年）に藤原多子が女御の宣下を受けて、養父の藤原頼長から女官たちに禄が与えられた際に東豎子は内侍所とは別枠で支給される一方、五位・六位に各1人しかいなかったことが確認できる（『台記別記』）。その後、鎌倉時代中期にあたる正嘉元年（1257年）に吉田経俊が行幸に必要な東豎子の装束の調達を図っている（『経俊卿記』）。その後、廃絶したとみられている。
戦国時代に一時期行幸が行われなくなった後、桃山時代に再び行幸が行われるようになったが、江戸時代前期、寛永3年（1626年）の寛永行幸では内豎が天皇の靴を管理しており、東豎子の存在は確認できない。慶安4年（1651年）の朝覲行幸や宝永6年（1709年）の内裏遷幸では東豎子がいたことが確認できるが男性が務めている。
再び女子の東豎子が確認できるのは寛政2年（1790年）11月22日、2年前の天明の大火で焼失した後再建された御所に光格天皇が遷幸する際、虫鹿左少史小槻為秀の11歳の娘が務めたものである。このときのいでたちは、女子の衣装である唐衣・裳に、男子の衣装である垂纓冠・朱紱（オレンジ）の袍（五位の官人が身に付ける）・紫の指貫を着て、横目扇を手に持ったことが絵画や文字資料から確認できる。また、寛政5年（1793年）以降の神嘗祭に際しても、山名亮壽や山口庸昌といった下級官人の娘が東豎子として供奉した記録がある。
文久3年（1863年）に孝明天皇の行幸を描いた『賀茂両社行幸図巻』（京都産業大学蔵）においても東豎子の姿は見えるものの、明治2年（1869年）の東京行幸では存在が確認できなくなってしまう。

## 関連文献
- 服藤早苗「平安朝の異性装　東豎子を中心に」（『歴史のなかの異性装　アジア遊学210』勉誠社、2017年　ISBN 978-4-585-22676-5）